# Janel Zarkowsky
Janel Zarkowsky es una deportista estadounidense que compitió en vela en la modalidad de match race. Ganó dos medallas de bronce en el Campeonato Mundial de Match Race Femenino, en los años 2014 y 2015.

## Palmarés internacional
| Campeonato Mundial | Campeonato Mundial     | Campeonato Mundial | Campeonato Mundial |
| Año                | Lugar                  | Medalla            | Clase              |
| ------------------ | ---------------------- | ------------------ | ------------------ |
| 2014               | Cork (Irlanda)         | Medalla de bronce  | Match race         |
| 2015               | Middelfart (Dinamarca) | Medalla de bronce  | Match race         |